# Kannivalism
Kannivalism est un groupe de rock japonais formé en 2001.

## Histoire
Le groupe se forme en mai 2001 avec quatre membres, mais se sépare un mois plus tard après la sortie de leur premier single, deux des membres formant un autre groupe baroque qui se sépare à son tour en 2004.
À cette occasion, le groupe se reforme à trois et sort, en avril 2006, son premier mini-album appelé soukou humority. En septembre de la même année, le groupe sort son premier single sur un grand label : Ritori.

## Membres
- 怜 (Ryo) : chant
- 圭 (Kei) : guitare
- 裕地 (Yuchi) : basse

Anciens membres : 
- Kiri Koishikawa - batterie

## Discographie

### En indépendants
- 29.07.2001 : kannivalism逝ってキマス。 (kannivalism ittekimasu.), single
- 26.04.2006 : 奏功 humority (Soukou humority), mini-album

### Sous un label
- Maxi-Singles
  - 27.09.2006 : リトリ (Ritori)
  - 17.01.2007 : ホシの夜 (Hoshi no Yoru)
  - 14.11.2007 : モノクローム (Monochrome)
  - 18.11.2009 : life is
- Singles
  - 09.05.2007 : Small World
  - 11.08.2010 : split recollection
  - 24.11.2010 : rememorārī
  - 09.12.2010 : split insane recollection
  - 23.03.2011 : ユリカゴが揺れている (Yurikago ga yureteiru)
- Albums
  - 21.02.2007 : Nu age.
  - 17.03.2010 : Helios